# Marco Polo (film 1962)
Marco Polo è un film del 1962 diretto da Piero Pierotti e Hugo Fregonese.
È un film d'avventura di produzione italo-francese con Rory Calhoun nel ruolo di Marco Polo, avventuriero ed esploratore del XIII secolo. Il film è conosciuto in Italia anche con i sottotitoli La grande avventura di un italiano in Cina e L'avventura di un italiano in Cina.

## Trama
Il celebre veneziano è costretto a lasciare la sua città per sfuggire a un matrimonio. Durante le tappe della sua traversata verso l'Oriente non manca di infrangere diversi cuori femminili e, arrivato in Cina, si imbatte in una giovane donna vittima di alcuni predoni. Marco Polo la libera e, condotto davanti al Gran Khan, scopre che la ragazza, nel frattempo innamoratasi di lui, è nipote del regnante. Intanto Marco aiuta il Gran Khan a liberarsi da un ministro infedele e a riconciliarsi con un nipote che lo aveva abbandonato. Frequentando la corte, scopre che anche in Cina si preparano gli spaghetti e si incuriosisce per la polvere da sparo, utilizzata dai cinesi per festeggiare con i fuochi d'artificio ma che in Occidente sarà destinata a scopi bellici.

## Produzione
Il film, diretto da Piero Pierotti e Hugo Fregonese su una sceneggiatura di Oreste Biancoli, Ennio De Concini, Eliana De Sabata, Antoinette Pellevant, Piero Pierotti e Duccio Tessari, fu prodotto da Luigi Carpentieri e Ermanno Donati per la Alta Vista, la Filmorsa e la Panda Film. Il film fu presentato negli Stati Uniti con pesanti modifiche nei dialoghi (il regista Fregonese fece ridoppiare il film e ne rigirò alcune scene destinate all'edizione americana) e con una nuova colonna sonora composta da Les Baxter.

## Distribuzione
Il film fu distribuito al cinema in Italia dal 21 giugno 1962.
Altre distribuzioni:
- in Germania Ovest il 13 aprile 1962 (Marco Polo)
- negli Stati Uniti nell'agosto del 1962
- in Austria nell'ottobre del 1962 (Marco Polo)
- in Finlandia il 23 novembre 1962
- in Spagna il 20 dicembre 1962 (Madrid)
- in Danimarca il 28 gennaio 1963
- in Turchia nell'aprile del 1963 (Marko Polo)
- in Brasile (Marco Polo)
- in Grecia (Marco Polo)
- in Italia (Marco Polo)

## Critica
Secondo il Morandini Calhoun dà a Marco Polo "un piglio strafottente da yankee in vacanza" ma nonostante questo il tocco di Fregonese si nota nel taglio delle inquadrature e nel ritmo veloce.